# Мраморная болезнь
Остеопетроз (лат. osteopetrosis), мра́морная боле́знь, врождённый семейный остеосклероз, болезнь Альберс-Шенберга — группа редких наследственных заболеваний с аутосомно-рецессивным типом наследования, проявляющееся диффузным уплотнением костей скелета, ломкостью костей, недостаточностью костномозгового кроветворения. Впервые описано немецким хирургом Генрихом Альберс-Шёнбергом (1865—1921) в 1904 году.

## Патогенез
Нормальное развитие кости достигается балансом между формированием костной ткани остеобластами и её резорбцией остеокластами. При мраморной болезни число остеокластов может быть уменьшенным, нормальным или увеличенным, однако функция их в любом случае нарушена. Точный механизм развития заболевания неизвестен. Отмечается дефицит карбоангидразы в остеокластах; отсутствие этого фермента вызывает дефект протоновой помпы остеокластов, что приводит к нарушению костной резорбции (окружающая кислая среда необходима для выведения гидроксиапатита кальция из костной ткани в циркуляторное русло). Следовательно, отмечается нарушение резорбции костной ткани на фоне её продолжающегося формирования; костная ткань уплотняется, становится избыточной.

## Симптомы
Несмотря на избыточную костную ткань, при мраморной болезни отмечается повышенная хрупкость костей с тенденцией к патологическим переломам. Наиболее часто отмечаются патологические переломы бедренных костей. В связи с сохранностью надкостницы консолидация происходит своевременно, однако в некоторых случаях срастание костных отломков замедленно из-за того, что эндост не участвует в остеогенезе (костномозговой канал склерозирован).
В связи со склерозом костномозгового канала и нарушением гемопоэтической функции, у детей отмечается развитие гипохромной анемии, компенсаторная гепатомегалия, спленомегалия, лимфаденопатия.
Избыточная костная ткань может сдавливать окружающие нервные стволы, приводя к периферическим парезам и параличам, слепоте.
У младенцев болезнь проявляется в деформациях черепа, приводит к гидроцефалии и анемии. У более старших детей проявляется быстрой усталостью, при которой ноги не держат тело, неестественно маленьким ростом, возможны нарушения зрения из-за сдавливания зрительного нерва.
У подростков и взрослых болезнь может проявляться в частых переломах костей, при этом остеопетроз диагностируется по рентгенограмме. Также может протекать бессимптомно до некоторого момента, бессимптомное течение выявляется только в ходе обследования.

## Дифференциальный диагноз
Мраморную болезнь следует дифференцировать от других заболеваний, сопровождающихся остеосклерозом (гипервитаминоз D, гипопаратиреоз, болезнь Педжета, метастазы, мелореостоз, лимфогранулематоз и др.).

## Лечение
При мраморной болезни, обусловленной поражением остеокластов (то есть при большинстве типов болезни) применяется трансплантация костного мозга, она наиболее эффективна в возрасте 6 месяцев. Трансплантация не даёт полного излечения, а только препятствует развитию болезни, уже произошедшие изменения костной ткани восстановить с помощью трансплантации невозможно.
Помимо трансплантации применяется вспомогательная терапия кортикостероидами, гамма-интерфероном, эритропоэтином, кальцитонином, кальцитриолом.

## Распространённость
Общемировая распространённость — один случай на 100—200 тысяч новорожденных.
Распространённость заболевания в среднем по России такая же, как в остальном мире , однако вероятность рождения ребёнка с таким заболеванием многократно выше в Чувашии и Марий Эл (один больной на 3500—4000 и 14 000 новорожденных соответственно). Такие показатели связаны с особенностями этногенеза чувашей и марийцев